# Hristina Popović
Hristina Popović (Beograd, 26. ožujka 1982.) je srbijanska kazališna, televizijska i filmska glumica i voditeljica.

## Filmografija

### Televizijske uloge
- "Tri muškarca i tetka" kao Radmila (2021.)
- "Blago nama" kao Tamara Juhić (2020. – danas)
- "Žigosani u reketu" kao Bojana (2019. – 2021.)
- "Pet" kao Natalija (2019.)
- "Dojc Caffe" kao Ljubica (2019.)
- "Mamini sinovi" kao Anica (2019.)
- "Biser Bojane" kao Sandra (2018.)
- "Stado" kao Multimedijalka (2018.)
- "Nemoj da zvoncaš!" kao Slađana Babić (2016.)
- "Komšije" kao Gordana Grga (2015. – 2018.)
- "Mamurluci" kao Nevena (2015.)
- "Čižmaši" kao Dara Prdara (2015.)
- "Nadrealna televizija" kao Selma Karma / Urketova supruga / Voditeljica / Baba / Zivana Smec / Vasiljka Ring / Divna Pantic (2013.)
- "Ulica lipa" kao Dina (2008. – 2015.)
- "Vratit će se rode" kao Barbara (2008.)

### Filmske uloge
- "Nije loše biti čovjek" kao Kuma Rada (2021.)
- "Po Tamburi" kao Biljana / Kulenova Seka (2021.)
- "Stela" kao Ana (2020.)
- "Posljednji Srbin u Hrvatskoj" kao Franka Anic / Hrvojka Horvat (2019.)
- "Jesen samuraja" kao Snezana (2016.)
- "Ministarstvo ljubavi" kao Manda Kartelo (2016.)
- "Dobra žena" kao Nataša (2016.)
- "Mamurluci" kao Nevena (2015.)
- "Pored mene" kao profesorica Olja (2015.)
- "Enklava" (2015.)
- "The Sky Above" Us kao Mila (2015.)
- "Atomski zdesna" kao Nataša (2014.)
- "Mali Budo" kao Zorica (2014.)
- "Šegrt Hlapić" kao Majstorica (2013.)
- "Krugovi" kao Nada (2013.)
- "Parada" kao Biserka (2011.)
- "Noć u kući moje majke" kao Danica (1991.)

## Vanjske poveznice
- Hristina Popović u internetskoj bazi filmova IMDb-u (engl.)